# Bistum Criciúma
Das Bistum Criciúma (lateinisch Dioecesis Criciumensis, portugiesisch Diocese de Criciúma) ist eine in Brasilien gelegene römisch-katholische Diözese mit Sitz in Criciúma im Bundesstaat Santa Catarina.

## Geschichte
Das Bistum Criciúma wurde am 27. Mai 1998 durch Papst Johannes Paul II. mit der Apostolischen Konstitution Sollicitus de spirituali aus Gebietsabtretungen des Bistums Tubarão errichtet und dem Erzbistum Florianópolis als Suffraganbistum unterstellt.

## Bischöfe von Criciúma
- Paulo Antônio de Conto, 1998–2008, dann Bischof von Montenegro
- Jacinto Inácio Flach, seit 2009